# Operation Dünkirchen
Operation Dünkirchen (Originaltitel Operation Dunkirk) ist ein US-amerikanischer Kriegsfilm aus dem Jahr 2017 von Nick Lyon.

## Handlung
Nordfrankreich im Mai 1940 während des Zweiten Weltkrieges: um über 330.000 Soldaten zu evakuieren dient die Stadt Dünkirchen dem British Expeditionary Corps als Brückenkopf. Während die Wehrmacht langsam vorrückt, erhält Lt. Calloway von Colonel Plummer den Befehl, einen deutschen Wissenschaftler, der an einem Radar-Algorithmus arbeitet, der kriegsentscheidend sein könnte, in sichere Gefilde zu evakuieren, da dieser zu den Alliierten überlaufen will. Allerdings ist dieser schon in die Gefangenschaft des SS-Hauptmanns Strasser geraten.
Da dieser seine Forschungsergebnisse nicht verraten will, wird er unter Drogen gestellt. Obwohl unter Einfluss einer Droge gibt er lediglich preis, dass er das Geheimnis um den Radar-Algorithmus einer jungen Französin weitergab. Daher entscheidet Strasser, die Frau ausfindig zu machen. Auch das Sondereinsatzkommando um Lt. Calloway erhält die Erkenntnis, dass es sich bei der Frau um Angelique handelt. Schließlich gibt es Feindkontakt und die Gruppe rettet sich in ein verbarrikadiertes Haus. Während eines Feuergefechts fällt der Verräter Pierre. Dem Rest der Truppe gelingt die Flucht.
Thomas, der sich während des Schusswechsels schwere Verwundungen zuzog, opfert sich schließlich, um seinen Kameraden einen Vorsprung zu verschaffen. Bei der Flucht vor den deutschen Truppen gerät Rookie King in eine Sprengfalle. Lt. Calloway gelingt es, diesen zu retten, büßt dieses aber mit schweren Verwundungen am Bein ein. Nach einer provisorischen Verarztung, schaffen sie es in ein weiteres gesichertes Haus. Dort kann Kontakt mit Plummer aufgenommen werden. Der Plan ist, sie aus dem Gebiet zu fliegen und eine angrenzende Brücke zu zerstören, um die weitere Verfolgung zu Fuß zu unterbinden.

## Hintergrund
Der Film wurde in Indiana in den Städten Franklin, Edinburgh und Nineveh gedreht. Es handelt sich um einen Mockbuster zu Christopher Nolans Kriegsfilm Dunkirk aus demselben Jahr. Genau wie dieser behandelt er die wahren Begebenheiten der Schlacht von Dünkirchen und Operation Dynamo. Im Gegensatz zu den meisten von The Asylum produzierten Filmen, startete dieser am 3. Juli 2017 zuerst im Vereinigten Königreich. In Deutschland startete der Film am 1. August 2017 in den Videoverleih. In den USA erschien er am 29. August 2017.

## Rezeption
„Ein im Windschatten von Christopher Nolans „Dunkirk“ dümpelnder Kriegsfilm aus der Asylum-Produktion voller abgestandener Klischees und aufgeblasener Actionszenen.“

Badmovies befindet, dass der Film eine „Aneinanderreihung jedes Kriegsfilmklischees, das seit 1896 auf die Leinwand gebracht wurde,“ sei. Außerdem wird die fehlende Charakterentwicklung bemängelt. Die klischeehafte und eindimensionale Darstellung der Franzosen und der Nazis wird außerdem bemängelt und mit Cartoon-Figuren verglichen. Auffallend ist außerdem die im Film zu sehende historische Authentizität, die von der Realität abweicht und Soldaten beispielsweise in falschen Uniformen zeigt. Die Actionszenen wurden mit dem Fazit „größtenteils unüberzeugendes Herumgeballere“ abgestraft. Das Verhalten der Figuren wird außerdem in die Richtung interpretiert, dass „niemand, der sich im Gefecht so verhält wie eine der Figuren in diesem Film in einer echten kriegerischen Auseinandersetzung länger als zweieinhalb Sekunden überleben würde“. Die Schauspieler werden als „charismafreie Anrottung von Nulpen“ diffamiert, lediglich Michael Wouters sticht positiv, besonders durch sein Deutsch hervor. Final wird geschrieben: „Kriegsfilme sind Asylums Ding nicht, den notwendigen Scope für epische War Action kriegen sie einfach schon aus Budgetgründen nicht gebacken, und für spannende behind-enemy-lines-Geschichten fehlt ihnen die schreiberische Kompetenz. Schade für Nick Lyon, der sich deutlich unter Wert verschleißt. Ein Sharknado hätte den Streifen heftig aufgewertet – aber als seriöser Kriegsfilm ist ‚Operation Dünkirchen‘ mit Ausnahme von Michael Wouters zumindest unterhaltsamer Schurkenperformance ein Totalausfall.“
Im Audience Score, der Zuschauerwertung auf Rotten Tomatoes konnte der Film bei weniger als 50 Stimmen eine Wertung von 11 % erreichen. In der Internet Movie Database hat der Film bei über 3.400 Stimmenabgaben eine Wertung von 2,5 von 10,0 möglichen Sternen.